# Luminosidade (cor)
Em colorimetria, luminosidade ou claridade é uma das modalidades tríplices que são usadas para referenciar as cores de um espaço de cores RGB de um modo mais intuitivo e compreensível ao ser humano. As outras modalidades são o matiz e a saturação; às vezes um canal alfa é utilizado como uma quarta dimensão.
Nos modelos HSL e HSV os parâmetros visam dar comunicabilidade e reprodutibilidade às cores como num modo independente de dispositivo. O parâmetro claridade não tem lugar no modelo RGB que referencia suas cores vetorialmente, de modo dependente de dispositivo.
A claridade da cor ou de um objeto colorido é expressa em porcentagem ou fração numa escala perceptualmente uniforme, porém não comprimida, em que a cor aparece graduada do completamente enegrecido (ou apagado) ao completamente embranquecido (ou ofuscado) tal qual é convertida do RGB.
| 0 | 10% | 20% | 30% | 40% | 50% | 60% | 70% | 80% | 90% | 100% |

## A escala de claridade
No modelo de cores HSL, as cores de mesmo matiz são distribuídas num plano triangular em que o matiz mais escurecido ocupa o vértice inferior, a cor mais clara o vértice superior e a cor mais pura o vértice que fica à meia altura no mesmo nível do cinza médio.
No modelo de cores HSV ou HSB, as cores são distribuídas num triângulo retângulo, em que o matiz puro fica nivelado por cima com o branco.
Em ambos os modelos, o eixo que liga o matiz mais escuro ao mais claro exibe uma escala de cinzas perceptualmente uniforme em que o cinza médio ocupa a posição central.
No modelo HSV, a brilhância é igual ao máximo valor do componente RGB.
Para o modelo HSL a luminosidade l é encontrada calculando:
{\displaystyle l={\tfrac {1}{2}}(\max +\min )}

## Aplicações
No editor de imagens Photoshop, o modelo adotado é o HSB onde só o matiz recebe o mesmo número do HSL: 0; já a Saturação tem seu limite em 100%, a mesma cor vermelha assume brilhância de 100%.
Há recomendação para o uso da notação do HSL em páginas de hipertexto para publicação na World Wide Web. Nesta recomendação O matiz assume valores de 0 a 360º, a saturação de 0 até 100% e a brilhância também de 0 a 100%.

## Luminosidade e luminosidade L
A luminosidade nos modelos de cor HSL E HSV derivam dos valores RGB e são calculados como média aritmética simples dos valores RGB considerados.
Já a luminosidade no modelo de cor CIELAB tenta mimetizar a resposta não-linear do olho humano, computando o triestímulo Y para correlacionar a amplitude de luminosidade em um valor L.